# 루트비히 크비데
루트비히 크비데(독일어: Ludwig Quidde, 1858년 3월 23일 ~ 1941년 3월 4일)는 독일의 역사가, 평화주의자로, 독일의 평화 운동 지도자였다. 그는 독일 평화 협회를 설립하여 세계 평화에 크게 이바지했으며 1927년 노벨 평화상을 받았다. 나치당 집권 이후 스위스로 망명하여 그 곳에서 죽었다.
그의 저서로 《국제 연맹과 민주주의》가 있다.